# 交響曲第2番 (バラキレフ)
交響曲第2番ニ短調（露：Симфония No.2）は、ミリイ・バラキレフにより1908年に完成された作品。演奏時間は約35分。

## 作曲の経緯
晩年のバラキレフは、セルゲイ・リャプノフという才能ある弟子には恵まれたものの、ロシア音楽界に及ぼす影響力は、1860年代に較べると格段に低下し、不遇をかこっていた。かつてバラキレフが占めていた位置にはリムスキー＝コルサコフが座り、新しいグループを形成、若手作曲家の多くはバラキレフを過去の遺物として見ていた。苦々しい思いを抱きながらも、バラキレフは旧作の改訂、放置作品の完成に取り組んでいる。最晩年に完成された本作は、交響曲第1番の初演後しばらくした1900年に着手され、バラキレフの他の作品同様完成までに時間を要した。バラキレフが1908年2月19日にカルヴォコレッシに送った書簡に拠れば、最初の3楽章はオーケストレーションも終了しているが、最終楽章は未完成で、完成までまだまだ時間がかかるとしている。その約5ヶ月後の7月5日に完成し、翌年には出版、初演された。初演は1909年4月23日、サンクトペテルブルクの無料音楽学校演奏会にてリャプノフの指揮により行われた。

## 編成
- 木管楽器

フルート3（うち1はピッコロ持ち替え）、オーボエ、コーラングレ、クラリネット3、ファゴット2
- 金管楽器

ホルン4、トランペット2、トロンボーン3、チューバ
- 打楽器

ティンパニ、トライアングル、タンブリン、スネアドラム、シンバル、バスドラム
- ハープ
- 弦楽器

弦五部

## 構成
第1楽章 Allegro ma non troppo
3/4拍子のソナタ形式。2つの印象的な和音をうけ、第1主題がクラリネットとチェロで奏される。しばらく発展した後、スネアドラムの東洋的なリズムに乗り、オーボエにより第2主題が呈示される。第3クラリネットの印象的なC#のペダルトーンを背景に、この主題が様々な調で演奏される。やがて金管楽器の強奏となる。展開部、再現部の後、両主題を用いたコーダとなる。
第2楽章 Scherzo alla Cosacca：Allegro non troppo, ma con fuoco ed energico
三部形式。「コサック風スケルツォ」と題されている。元来は交響曲第1番のために作曲されたもの。打楽器の一撃の後、コーラングレとオーボエが行進曲風の主題を出し発展していく。トリオ主題はロシア民謡「雪が溶ける」が用いられるが、これはリムスキー＝コルサコフの「100のロシア民謡集」から採られている。
第3楽章 Romanza：Andante
「ロマンツァ」の副題を持つ。クラリネットで奏される甘いメロディが発展する緩徐楽章。全奏を経た後、フルートとコーラングレにより第2主題が提示される。これは第4楽章の第3主題と等しい。再び第1主題が転回され、クラリネットやフルートのソロを迎え、コラールのように緩やかに歌われた後、主和音で楽章を終える。
第4楽章 Finale：Tempo di Polacca
トランペットによるファンファーレに始まる、ポロネーズのリズムによる終曲。第1主題が数回歌われた後、スネアドラムのポロネーズのリズムの上に、コーラングレにより第2主題が演奏される。これもリムスキー＝コルサコフの「100のロシア民謡集」から採られたロシア民謡「我等の庭にある」を用いている。これが調を変えつつ展開されたのち、再現部を経て、中間部の第3主題がヴァイオリンにより甘美に呈示される。これらの主題が様々な形で展開されたのちコーダを迎え、ロシアの交響曲らしく高らかに終わりを迎える。